# Lasiopodomys
Lasiopodomys é um género de roedor da família Cricetidae.

## Espécies
- Lasiopodomys brandtii (Radde, 1861)
- Lasiopodomys fuscus (Büchner, 1889)
- Lasiopodomys mandarinus (Milne-Edwards, 1871)